# Puig dels Daus
El Puig dels Daus és una muntanya de 140 metres que es troba al municipi de Calonge, a la comarca catalana del Baix Empordà.
Els "daus" de Calonge són pirites goetitzades que es presenten en forma de cubs de fins a 8 mm (els que hem vist). Suposem que l'aflorament principal hauria de situar-se al lloc conegut com a "Puig dels Daus", que és a uns 700 m en direcció SE, però aquest lloc ara està ocupat per una urbanització i és difícil trobar-hi res. En l'aflorament descrit les pirites es poden trobar entre la sorra del camí que parteix cap al N des del camp de pràctiques de tir.